# 國家美式足球聯會南區
國家美式足球聯會南區（英語：National Football Conference – Southern Division，簡稱NFC南區），是國家美式橄欖球聯盟（NFL）、國家美式足球聯會（NFC）的一個分區，由同為職業橄欖球聯盟的、曾為NFL競爭對手的美國美式足球聯盟（AFL）設立於2002年。NFC南區是唯一一個沒有一支在1960年以前創立的球隊的地區，歷史最悠久的兩支球隊是成立於1966年的亞特蘭大獵鷹和成立於1967年的紐奧良聖徒。
NFC南區現有四支球隊：紐奧良聖徒、亞特蘭大獵鷹、卡羅來納黑豹、坦帕灣海盜。
NFC南區是自2002年重新調整以來唯一的一個區域，每支球隊都有參加過分區冠軍賽以及超級碗比賽